# Wings Hauser
Wings Hauser   (Hollywood, 12 de desembre de 1947 - Santa Monica, 15 de març de 2025) fou un actor i director ocasional nord-americà. Va rebre una nominació al Independent Spirit Award pel seu paper secundari a Tough Guys Don't Dance (1987).

## Vida i carrera
Hauser va néixer a Hollywood, Califòrnia, fill de Geraldine (nascuda Thienes) i del director i productor Dwight Hauser (1911-1969). El seu germà és l'actor Erich Hauser. El 1967, Hauser va aconseguir el seu primer paper com a fusilerer marí en el drama First to Fight de la Segona Guerra Mundial.
El 1975, Hauser va llançar un àlbum per a RCA titulat Your Love Keeps Me Off the Streets. Per a aquest LP va utilitzar el nom de Wings Livinryte. Hauser va ser notificat per primera vegada el 1977 a The Young and the Restless com a Greg Foster. Va protagonitzar la pel·lícula per a la televisió de 1982 Hear No Evil com Garrard. Hauser va aparèixer en quaranta-una sèries de televisió, inclosos papers recurrents a Beverly Hills, 90210, S'ha escrit un crim i Roseanne, i un cameo com a jurat a l'episodi de la temporada 4 "Mr. Monk Gets Jury Duty" de Monk .
El 1983, la seva història es va convertir en l'èxit de taquilla de la Paramount Uncommon Valor. Hauser va aparèixer a la pel·lícula del 1982 Vice Squad com a proxeneta "Ramrod" i va interpretar la cançó "Neon Slime" per als títols inicials i finals. Va aparèixer a Deadly Force, No Safe Haven, Tough Guys Don't Dance i la pel·lícula francesa Rubber, dirigida pel músic francès Quentin Dupieux.

## Vida personal
Hauser va tenir una una filla, Bright Hauser, del seu primer matrimoni amb Jane Boltinhouse. Del seu segon matrimoni amb Cass Warner Sperling, filla de Milton Sperling, té un fill, l'actor Cole Hauser. Wings Hauser es va casar amb l'actriu Cali Hauser. El Melbourne Underground Film Festival va celebrar una retrospectiva amb les seves pel·lícules el 2009.

## Filmografia

### Pel·lícules
- First to Fight (1967) com a Ragan (uncredited)
- Who'll Stop the Rain (1978) com a Marine Driver
- Vice Squad (1982) com a Ramrod
- Homework (1982) com a Reddog
- Hear No Evil (1982, TV Movie) com a Garrard
- Ghost Dancing (1983, TV Movie) com a Frank Carswell
- Deadly Force (1983) v Stoney Cooper
- Mutant (1984) com a Josh Cameron
- A Soldier's Story (1984) com a Lieutenant Byrd
- Sweet Revenge (1984, TV Movie) com a Maj. Frank Hollins
- Terror in the Aisles (1984) com a Ramrod (in 'Vice Squad') (archive footage) (uncredited)
- Command 5 (1985, TV Movie) com a Jack Coburn
- The Long Hot Summer (1985, TV Mini-Series) com a Wilson Mahood
- Dark Horse (1985, TV Movie)
- 3:15 (1986) com a Mr. Havilland (uncredited)
- Jo Jo Dancer, Your Life Is Calling (1986) com a Cliff
- The Wind (1986) com a Phil
- Hostage (1986) com a Maj. Sam Striker
- Raw Terror (1986)
- Tough Guys Don't Dance (1987) com a Capt. Alvin Luther Regency
- No Safe Haven (1987) com a Clete Harris
- Dead Man Walking (1988) com a John Luger
- Death Street USA (a.k.a. Nightmare at Noon) (1988) com a Ken Griffiths
- The Carpenter (1988) com a Carpenter
- The Siege of Firebase Gloria (1989) com a Cpl. Joseph L. DiNardo
- L.A. Bounty (1989) com a Cavanaugh
- Bedroom Eyes II (1989) com a Harry Ross
- Reason to Die (1990) com a Elliot Canner
- Marked for Murder (1990) com a Emerson
- Coldfire (1990) com a Lars
- Street Asylum (1990) com a Arliss Ryder
- Out of Sight, Out of Mind (1990) com a Victor Lundgren
- Wilding (1990) com a Tim Parsons
- Pale Blood (1990) com a Van Vandameer
- Living to Die (1990) com a Nick Carpenter
- Bump in the Night (1991, TV Movie) com a Patrick Tierney
- Frame Up (1991) com a Ralph Baker
- The Killers Edge (a.k.a. Blood Money) (1991) com a Jack
- Beastmaster 2: Through the Portal of Time (1991) com a Arklon
- The Art of Dying (1991) com a Jack
- In Between (1991) com a Jack Maxwell
- Frame Up II: The Cover-Up (a.k.a. Deadly Conspiracy) (1992) com a Sheriff Ralph Baker
- Mind, Body & Soul (1992) com a John Stockton
- Exiled in America (1992) com a Fred Jenkins
- Road to Revenge (1993) com a Huck Finney
- Watchers 3 (1994) com a Ferguson
- Skins (a.k.a. Gang Boys) (1994) com a Joe Joiner
- Victim of Desire (1995) as Leland Duvall
- Tales from the Hood (1995) com a Strom
- Broken Bars (1995) com a Warden Pitt
- Guns & Lipstick (1995) com a Michael
- Original Gangstas (1996) com a Michael Casey
- Life Among the Cannibals (1999) com a Vince
- The Insider (1999) com a Tobacco Lawyer
- Clean and Narrow (1999) com a Sheriff Brand
- Savage Season (2001) com a Maddox
- The Blue Lizard (2002) com a Little G
- Irish Eyes (a.k.a. Vendetta: No Conscience, No Mercy) (2004) com a Kevin Kilpatrick
- The Running (2004) com a Not Hasselhoff
- Mystery Woman: Wild West Mystery (2006, TV Movie) com a Strother Elam
- Avenging Angel (2007, TV Movie) com a Colonel Cusack
- The Stone Angel (2007) com a Older Bram
- Rubber (2010) com a Man in Wheelchair

### Episodis de televisió
- Els joves i els inquiets (1976 -)
- Magnum, PI - "Wave Goodbye" (1981)
- The Fall Guy - "Només un petit cercle d'amics" (1983)
- Hunter - "Dead or Alive" (1984)
- Airwolf - "Airwolf II" (1985)
- The A-Team - "Blood, sudor and Cheers", "The Big Squeeze" (1985)
- Murder, She Wrote - "Reflections of the Mind" (1985)
- The Last Precinct (1986)
- Perry Mason - "El cas de l'escandalós canalla" (1987)
- Roseanne (1992 – 1993) - com a veïna Ty Tilden
- Murder, She Wrote - "Night Fears" (1991), "Love & Hate in Cabot Cove" (1993)
- Space Rangers - "Fort Hope" (1993)
- Walker, Texas Ranger - "Home correcte, temps equivocat" (1994)
- Kung Fu: La llegenda continua - "Germanor de la campana" (1995)
- Murder, She Wrote - "Track of a Soldier" (1996)
- JAG - "Avistaments" (1996)
- Kingpin (2003)
- House - "Hunting" (2005)
- Bones (sèrie de televisió) - "L'home del fang" (2007)
- The Mentalist - "Paint It Red" (2009)
- Ments criminals - "Ferides de sortida" (2010)